# Palacio de Hielo y del Automóvil
El Palacio de Hielo y del Automóvil es un edificio ubicado en Madrid dedicado inicialmente al ocio. Fue comenzado en 1920 e inaugurado en octubre de 1922, con arreglo al proyecto del arquitecto belga M. Edmond De Lune. En los años treinta se remodeliza gracias a la intervención de Pedro Muguruza que lo convierte en el Centro de Estudios Históricos remodelando completamente su interior. En el año 2007 el edificio fue completamente abandonado.

## Historia
En 1920 el magnate hostelero de origen belga Georges Marquet anuncia la creación de una pista de hielo artificial en Madrid de 55x28 metros en el que practicar el Hockey y el patinaje, tan popular por la época en las clases altas. Se convoca para ello un concurso arquitectónico que finalmente logra ganar el arquitecto belga M. Edmond De Lune. La iniciativa es idea del presidente del Hockey Club de San Sebastián. La construcción es importante por ser una de las primeras edificaciones en emplear hormigón armado en Madrid, la fachada es de estilo renacimiento francés. Fue inaugurado el edificio el 30 de octubre de 1922 y acudió a la inauguración el rey Alfonso XIII interviniendo campeones de patinaje artístico sobre hielo de Francia y Bélgica. El interior lujoso poseía un gran salón estilo Luis XVI, con lujosos vestuarios para ambos sexos, salas de lectura. La planta baja se dedicaba a la pista, y en torno a él los salones y dependencias de ocio en una disposición de sala hipóstila. Era un centro muy apropiado para el ocio, y se abastecía de los clientes del vecino Hotel Palace ya inaugurado en 1912. Este inicio coincidió con el esplendor inicial del Hotel debido a la inmigración de la clase alta causada por el conflicto mundial. Pero al cesar el conflicto decreció su afluencia, hasta comprometer su existencia.
A pesar de ello en este local se celebró la primera competición de liga de Hockey Español el 18 de enero de 1923 entre el Club Alpino Español y el Real Club Puerta de Hierro. La liga la ganó finalmente el Azul Hockey Club en febrero de este año. No hubo más ediciones de la liga y en 1926 el edificio cerró debido a la ausencia de clientes. 

### Centro de Estudios Históricos
En el año 1929 el Estado español adquiere el local y asigna a Pedro Muguruza Otaño como arquitecto que rehabilite y proporcione una nueva funcionalidad. Hizo diversas propuestas en un entorno volátil de la Segunda República Española, una de las primeras tenía como objetivo el poder agrupar diversas entidades culturales. Durante la Guerra Civil Española Pedro Muguruza tuvo que asistir a diversos juicios por el retraso de las obras. Uno de los problemas que tuvo que afrontar fue la necesidad de abrir elementos de fachada para que entrara la luz exterior. El edificio fue diseñado para acomodar luz nocturna, propia de su uso. Finalmente el edificio se dedicó íntegramente como Centro de Estudios Históricos y a la Junta de Ampliación de Estudios.
Se instaló la cátedra de Francisco de Vitoria y en la calle San Agustín se ubica la Cámara del Motor y del Automóvil. Se desmontan las marquesinas de hierro y cristal. Se desmantelan igualmente en el interior el bar americano, el buffet, y la pista de hielo, que fue convertida en diversos despachos del centro. En las reformas de 1944 se proporciona espacio para las actividades del Instituto de España que albergaran las recién creadas Reales Academias.

### Sede del CSIC
Tras la Guerra Civil el edificio se convierte en 1939 en la sede del recién creado Consejo Superior de Investigaciones Científicas (CSIC). Se asignó al edificio la acogida de los Centros o Institutos de Humanidades adjuntos al CSIC. En 1948 se encargó al arquitecto Miguel Fisac el diseño y construcción de una Librería destinada a vender las publicaciones del propio CSIC. El edificio sufrió un gran incendio en 1978, tras el que se realizan en él numerosas intervenciones. En el año 2007 el edificio se abandona y así sigue todavía en la actualidad. En 2011 se rebaja su nivel de protección para posibilitar la reorganización interior respetando la fachada.